# はぴとら -Happy Transportation-
『はぴとら -Happy Transportation-』（はぴとら ハッピー トランスポーテーション）は、2009年9月25日にブルームハンドルより発売されたアダルトゲーム。

## 概要
本作はブルームハンドルの第10作目（外伝を除けば第5作目）であり、同ブランド初のファンタジー作品となる。
マントルと核を失い、地殻のみが浮島として残った数千年後の地球を舞台に、浮島間の往来に欠かせない職業シルフィードに就く少女たちとの交流を描く。
原画は『こなゆき ふるり〜柚子原町カーリング部〜』に引き続きぺこが担当。シナリオは『雪桜』や『Princess Frontier』の北側寒囲が手がけている。
初回版特典はサウンドトラックCD、早期予約キャンペーンとして特製下敷きのプレゼント。公式サイトではボイスドラマ仕立てのミニトークも配信。
2010年1月22日に、本編では攻略不可ながらも人気第一位だったキャラクター「アイナ・ブランシェ」を題材とした外伝『はぴとら外伝 アイナの新婚日記』が発売された。

## ストーリー
海が消失し地殻のみが浮島として残ったゆっくりと滅びへ向かっている世界。その世界で唯一、島から島を渡る能力を持つシルフィードと呼ばれる女性達によって浮島への空輸が可能であった。
そんな片田舎の浮島・翡翠島（ひすいじま）にある空輸会社『インク・シルフィード空運』は、両親が亡くなってから業績悪化に苦しみつつも何とか切盛りしていたものの、若き社長ティオ・インクが半年のロッドマイスターの修行から帰ってみると、従業員は引き抜かれ店はかつてない経営の危機に陥っていた。
唯一残ったエースのアイナと新人シルフィードで幼馴染のライカ、商売敵クロフォード商会の娘のクラウにそのメイドのエイミ、そして彼らの前に現れたクルーザー級の実力を持つ少女リミア。経営難の店を建て直しつつティオと彼女たちによる慌ただしくも楽しい日々が始まった。

## 登場キャラクター

### メインキャラクター
ティオ・インク
声 - なし
本作の主人公。インク・シルフィード空運（通称、インク商会）の若き社長であり、ロッドマイスターを目指している。ロッドマイスターの修行のため半年開けていたうちに店は経営困難に陥り店の建て直しをすることになる。家事が趣味で、特に料理はプロ級であり薄給でもティオの食事なら働いてもいいと言うものがいるほど。誰にでも優しく困った人をほうっておけない性格だが、女性の気持ちには鈍感で周りの女性をヤキモキさせている。
ライカ・ロバーツ
声 - 大花どん
メインヒロイン。主人公の幼なじみで、素直になれない喧嘩友達。ティオが留守中は助っ人として手伝う程度だったがティオが帰ってきた事を機にインク商会に就職。シルフィードとしてはよく落下する免許ギリギリのブルーム級だが、練習の末に作中でトラゲット級に昇級。更にシナリオ分岐後、彼女のルートに入ると物語終盤でクルーザー級に昇級する。いつも元気いっぱいでよく扉におでこをぶつけている。
クラウ・クロフォード
声 - 和泉あやか
メインヒロイン。ライバル店であるクロフォード商会のお嬢様。自身もトラゲット級のシルフィード。ティオの事を密かに想っており軽い口約束の形で許婚にはなっているものの、素直になれずいつもきつい言い方をしてしまう。
リミア・ド・ヴォルフシュタイン
声 - 五行なずな
メインヒロイン。天才的な能力を持つフリーのクルーザー級のシルフィード。幼い外見だが女王様気質で文武両道の完璧人間。世界を見て回るため婿探しの口実で家を出て、インク商会で働くことになる。ティオに対しては下僕と呼んでいるものの、認めており婿候補を狙っている。
エイミ・ウォルター
声 - 遠見はるか
メインヒロイン。クラウ付きのメイドで食器を触るとまず割ってしまうドジッ娘。クラウとは幼い頃から一緒でありメイド以前に親友の関係。ティオに対しては料理の腕に憧れ師匠（ししょー）と呼ぶようになる。巨乳の持ち主。シルフィードの技量はないものの、一度見たものは忘れない驚異の記憶能力を持つ。
アイナ・ブランシェ
声 - 桜川未央
インク商会のエースであり島のアイドル的存在のシルフィード。母親代わりの義姉としてティオを支え、濃密なスキンシップもしたがる。以前はクルーザー級の腕前を持っていたが、加齢とともにトラゲット級にまで衰えている。だが、29歳でいまだトラゲット級であること自体異例でありその技術は現役のクルーザー級であるリミアさえも怪物と言わしめる程。いつもはのほほんとして雰囲気ながらも、ティオの事は温かく見守っている。
攻略ルートはないものの、ブルームハンドルのHPでの発売前・発売後双方の人気投票で1位に輝いた。

### サブキャラクター
レイン・コールマン
声 - 青葉りんご
ライカが大好きな、フリーのシルフィード。レスキューのボランティアもしており、時々インク商会の助っ人に来る。トラゲット級の実力はあるもののライカと一緒に昇級したいためいまだブルーム級のまま。
フィー
声 - 木林伊蔵
インク商会に古くから居るピンク色をした浮遊生物。フルネームはフランチェスコ・ディ・パルディッセーラ・ジュリオ・スカルラッティ8世だが誰も覚えていない。浮遊する能力があり、人を浮かせる事もできるためシルフィードを抱える空運には何匹かおり、ブルーム級シルフィードは安全のために連れている。かわいらしい外見に似会わずエロオヤジ的な性格でユカイからは師匠と呼ばれている。
ユカイ・コンセプション
声 - 舌純
ティオの友人。実家が旅館兼温泉業で、いつも温泉を覗いたりナンパをするので姉達にお仕置きされ、よくインク家に避難&遊びに来ている。エロ仲間であるフィーを師匠と呼ぶ。
シャーリー・コンセプション
声 - あずまゆい
ユカイの姉でトラゲット級のシルフィード。インク商会に勤めていたがティオ不在中に旅館修繕費用を稼ぐ為クロフォード商会に引き抜かれている。一見大人し目だが弟には容赦ない。
レニー・コンセプション
声 - 杏花
ユカイの姉でトラゲット級のシルフィード。インク商会に勤めていたがティオ不在中に旅館修繕費用を稼ぐ為クロフォード商会に引き抜かれている。元気タイプだがやはり弟には容赦ない。
マハ・マーロウ
ミラ・マーロウ
声 - 京藤サナ（2役）
リミアの双子の付き人で、ミラは教育役、マハは護衛役でもある。リミアを連れ戻す目的で訪れたが、リミアの命令には忠実。

## 用語
シルフィード
風を操る能力を持ちフライングロッドを使って物や人を運ぶ職業。女性しかなれず、加齢でその能力は衰えゆき通常20代後半には引退する。主にロッドに跨って飛ぶ初級は『ブルーム級』、小型の舟を扱えるようになる中級は『トラゲット級』、僅かな者しかなれない大型クルーザーを操る事ができる上級は『クルーザー級』と等級分けされている。
フライングロッド
シルフィードが使う空を飛ぶための約2mの杖。通常ロッドと呼ばれる。風を操る能力の伝達装置かつ増幅器であり、端に付けられた鉱石『心石』（こころいし）によって使い手の意思に反応して浮力を生む。杖に跨って浮くこともクルーザーを操ることも可能。またロッドを製作できる者をロッドマイスターと呼ぶ。
奈落
海の消失した後に世界の中心にある謎の黒い塊。それの正体は不明であるがそこへ吸い込まれたものは2度と帰ってくることはない。警備隊によって助けられる場合もあるが、世界では何人もの人が落ちたまま帰らなくなっている。
雨の日
自然循環がない世界であるため、島の上の集雲機関で奈落に落ちる過程で蒸発する水を雲として集めて雨を降らせており、降雨の日程は完全管理されている。翡翠島では通常、安息日となっている。
発電所
ロッドを使って発電する発電所。シルフィードではない女性でもタービンを回すことが可能なため島中の女性が当番制となっており、女性たちの井戸端会議の場でもある。
空祭
翡翠島で行われる祭りで、タナバタを起源とする。シルフィードレースと願いを書いた箱船を流す行事がメイン。

## スタッフ
- 原画 - ぺこ
- シナリオ - 北側寒囲
- 音楽 - ふぁそらし堂

## 主題歌
オープニングテーマ「Déjà vu」
作詞 - 橋詰亮子 / 作曲 - 沢村竣 / 編曲 - 悠木真一 / 歌 - 榊原ゆい
エンディングテーマ「月影のDissolve」
歌 - MAMI
ライカ編・エンディング「My Story」
作詞 - 赤木大介 / 作曲 - 葉瀬賢治 / 編曲 - Kenny a / 歌 - ライカ（大花どん）
クラウ編・エンディング「Love Affair」
作詞 - 奥井雅美 / 作曲・編曲 - MACARONI☆ / 歌 - クラウ（和泉あやか）
リミア編・エンディング「ガンジガラメ」
作詞 - 緑川ゆう / 作曲 - ふぁそらし堂 / 編曲 - Kenny a / 歌 - リミア（五行なずな）
エイミ編・エンディング「My Darling♥」
作詞 - 加藤碧 / 作曲 - 濱田智之 / 編曲 - Que-Que / 歌 - エイミ（遠見はるか）